# Stalheim Hotel
Stalheim Hotel er et hotel, der ligger på Stalheim, Norge, ca. 36 km øst for Voss langs E16 og 12 km vest for Gudvangen inderst i Nærøyfjorden. Det nuværende hotel blev bygget i 1960, udvidet i 1966, og har nu 124 rum og plads til 218 gæster.

## Historie
Stalheim Hotel blev første gang åbnet den 15. maj 1885 med 10 enkelt udstyrede rum. Dette hotel brændte ned den 20. februar 1900 uden nogle ofre. Hotellet blev genopbygget, men gik tabt i en ny brand i november 1902. I 1906-07 blev Meinhardts Hotel på Voss revet ned og flyttet til Stalheim, som det tredje hotel på stedet. Nogle år senere blev hele hotellet flyttet 37 m mod afgrunden og udvidet med en stor ny fløj. 
Under 2. Verdenskrig i 1943 oprettede den tyske organisation Lebensborn børnehjemmet Stalheim på Stalheim turisthotel med hundred børnepladser.
Natten til den 22. juni 1959 brændte hotellet ned for tredje gang. Denne gang omkom 23 mennesker i den eksplosive brand, bedre kendt som Stalheim-branden.

## Beliggenhed
Hotellet ligger ca. 380 m over havet på toppen af den berømte og berygtede Stalheimskleivi, med udsigt over Nærøydalen, som sammen med Nærøyfjorden blev optaget på UNESCOs Verdensarvsliste i 2004.